# Ley potencial

Un ejemplo gráfico de ley potencial, usado para demostrar el ranking de popularidad. A la derecha se encuentra la larga cola (muchos elementos individualmente poco populares), y a la izquierda los pocos elementos que son más populares.

Una ley potencial o ley de potencias es un tipo especial de relación matemática entre 2 magnitudes M y m del tipo:

{\displaystyle M=Cm^{p}}

Donde C es un número real y p otro número real denominado exponente.
Estas dos cantidades pueden ser, o bien dos variables diferentes (por ejemplo, el metabolismo basal de una especie y su masa corporal -de acuerdo a la llamada ley de Kleiber-, o el número de ciudades que produce un determinado número de patentes), o bien una variable y su propia frecuencia. En estos últimos casos, denominados leyes potenciales de rango-frecuencia, las frecuencias son proporcionales al valor de la variable elevado a un exponente constante; por ejemplo, un terremoto de doble intensidad es cuatro veces más improbable. Las leyes potenciales se encuentran tanto en la naturaleza como en ámbitos artificiales, y son un campo de estudio activo por la comunidad científica.
Es una relación funcional entre dos cantidades, donde un cambio relativo en una cantidad resulta en un cambio relativo proporcional en la otra cantidad, independientemente del tamaño inicial de estas cantidades.

## Definición
Una relación en forma de ley potencial entre dos escalares x e y es aquella que puede expresarse como sigue:

{\displaystyle y=ax^{k}\;\!,}

donde a (la constante de proporcionalidad) y k (el exponente de la potencia) son constantes.
La ley potencial puede interpretarse como una línea recta en un gráfico doble-logarítmico, ya que la ecuación anterior se puede expresar de la forma:

{\displaystyle \log(y)=k\log(x)+\log(a)\;\!,}

que es la ecuación de una línea recta:

{\displaystyle w=ku+c\;\!,}

donde se han realizado los cambios de variable {\displaystyle w=\log(y),\;\;u=\log(x),\;\;c=\log(a)=cte.}

## Propiedades de leyes potenciales

### Invariancia de escala
El principal interés de las leyes potenciales radica en su invariancia de escala. La función {\displaystyle f(x)=ax^{k}} (donde {\displaystyle a} y {\displaystyle k} son constantes), satisface la relación:

{\displaystyle f(cx)=a(cx)^{k}=c^{k}f(x)\propto f(x),\!}

para toda constante {\displaystyle c}. Esto es, al multiplicar el argumento {\displaystyle x} por {\displaystyle c}, únicamente estamos multiplicando la ley potencial original por la constante {\displaystyle c^{k}}. En este sentido, se dice que la función {\displaystyle f(x)} es invariante de escala. Esta propiedad hace que una ley potencial quede determinada por su exponente, formando las funciones con el mismo exponente una clase de equivalencia.
La invariancia de escala de la ley de potencias permite realizar estadísticas sobre las diferentes escalas de observación, para estimar el exponente.

### Carencia de media bien definida
Las leyes potenciales solo tienen una media bien definida para exponentes menores que -2. De igual modo, solo tienen una varianza finita cuando el exponente es menor que -3. Esto hace que sea técnicamente incorrecto aplicar las estadísticas tradicionales basadas en la varianza y desviación estándar (como el análisis de regresión), siendo más adecuadas otras herramientas como el análisis costo-eficiencia. Por ejemplo, asumiendo que en una determinada región la emisión contaminante de automóviles se distribuye según una ley potencial (muy pocos automóviles contribuyen a la gran mayoría de la contaminación), sería suficiente eliminar una pequeña proporción de automóviles (los más contaminantes) para reducir sustancialmente la contaminación total.

## Ejemplos
Estas expresiones potenciales pueden observarse en muchos campos, como la física, la biología, la geografía, la sociología, la economía y la lingüística.

### Ejemplos de relaciones potenciales
- La ley de Stefan-Boltzmann
- La ley de Gompertz de mortalidad
- La corrección gamma: relación entre los flujos de incidente y emitido.
- La ley de Kleiber que relaciona el metabolismo de un animal con su tamaño
- Los exponentes críticos involucrados en las transiciones de fase.
- La criticalidad autorganizada,[5] que explica la frecuencia de eventos o efectos de distinta magnitud en múltiples campos, por ejemplo la ley de Gutenberg-Richter para evaluar la magnitud de los terremotos.
- La curva de aprendizaje.
- En teoría de redes, las redes complejas libres de escala, donde la distribución de la conectividad está dada por una ley potencial.[6]
- El espectro diferencial de energía de los núcleos de rayos cósmicos.
- Progreso a través de un crecimiento exponencial y la difusión de innovaciones exponenciales[3]
- Distribución de Pareto.

### Ejemplos de ley potencial
- Distribución de probabilidad.
- Distribución Pareto.
- Distribución Weibull.
- Función del olvido según Wickelgren (1974):[7]

{\displaystyle R(t)=at^{-b}\,\!}
- Ley de Zipf.

Estos casos parecen ajustar fenómenos tan dispares como la popularidad de una red en Internet, la riqueza de las personas (distribución de Pareto) y la frecuencia de las palabras en un texto.